# Етьєн Жільсон
Етьєн Жільсон (фр. Étienne Gilson, нар.13 червня 1884, Париж — пом.19 вересня 1978, Осер) — релігійний філософ (неотоміст й медієвіст), видатний представник неотомізму, один з найбільших у XX столітті фахівців з історії середньовічної філософії, співзасновник та директор Папського Інституту досліджень середньовіччя в Торонтському університеті.

## Біографія
Навчався в католицькому коледжі, потім в ліцеї Генріха IV. У 1907 році закінчив відділення словесності Сорбонни. Після захисту дисертації в 1913 році викладав в університеті Лілля.
На початку Першої світової війни був призваний в армію, в 1916 році потрапив у німецький полон, де читав лекції з філософії військовополоненим. Після закінчення війни повернувся в Лілль.
У 1919 році призначений бути професором Страсбурзького університету.
У 1922 році очолював місію допомоги голодуючим в Росії та Україні. З 1922 року він видавав високопрофесійний журнал «фр. Études de philosophie médiévale».
У 1926-32 викладав у Сорбонні, очолюючи кафедру середньовічної філософії. Читав лекції в США аж до 1971 року (Гарвардський університет). У 1929 році заснував і очолив Папський інститут середньовічних досліджень в м. Торонто (Канада).
У 1947 році був обраний членом Французької Академії. У 1945-47 роках — радник Французької Республіки. З 1947 року — сенатор Франції.
Був удостоєний читання Гіфордівських лекцій.

## Вчення
При роботі над дисертацією «Свобода у Декарта і богослов'я» в 1913 році Жільсон відкрив для себе філософію Томи Аквінського і прийшов до висновку, що картезіанство набагато сильніше залежить від своїх схоластичних витоків (схоластика), ніж це думав Декарт. Жільсону належить відкриття оригінальності філософії буття у Томи Аквінського в порівнянні з усією попередньою філософією, включаючи Арістотеля. Згідно з Жільсоном, ця оригінальність полягає в розрізненні сутності та буття. У вченні Фоми Аквінського Жільсон висуває на передній план універсальний задум, як він вважає, спробу гармонійного об'єднання релігії і філософії, віри і розуму. Іншою вершиною католицької думки середньовіччя Жільсон вважає філософію святого Бонавентури, представника пізньої схоластики, одного з великих Учителів Церкви, голови ордена францисканців.
У його вченні особливо підкреслюється значущість метафізики, тісно поєднаної з християнською містикою. У філософії Бонавентури Жільсон приваблює також вдалий, на його думку, синтез томістської й августиністської традицій. Сам Жільсон робить сучасну інтерпретаторську спробу об'єднати вчення Фоми Аквінського і Бонавентури, хоча він і визнає всю глибину різниці між філософськими ідеями цих двох католицьких мислителів. В філософії Дунса Скота Жільсон насамперед виділив тезу про існування нескінченного буття. При цьому, як вважає Жільсон, теологія хоча і спирається на філософсько-метафізичні ідеї щодо буття, але не виводить теологічне поняття буття з філософського. Більш того, як тільки теолог «торкається» метафізики, вона змінює свій вигляд, піднімаючись «вище до метафізичного неба сутностей». Теологія шукає нескінченне джерело буття і, природно, знаходить його у всемогутності християнського Бога. Унікальність Бога Дунс Скот бачить в тому, що його сутність зливається з нескінченністю. У філософії головні знаряддя — теоретичні доводи, докази. Будь-які заборони і директивні рекомендації у філософії безглузді. Отже, теологи, зауважує Жільсон, не повинні сподіватися на те, що люди, що спрямовують свій розумовий погляд на проблему буття, дійдуть згоди. Тим самим стає зрозуміло, що теологія повинна представити філософії велику свободу дослідження.
Однак і філософи повинні, згідно з Жільсоном, врешті-решт визнати перевагу віри, одкровення — перед розумом. Найважливіший для неотоміста Жільсона предмет дослідження — істотна відмінність між християнським Богом як Богом релігії і «філософським богом», тобто чином і поняттям бога в нерелігійній філософії. Жільсон докладно досліджує шляхи і методи конструювання «філософського бога», наприклад, у вченні Декарта. Як звичайна людина, Декарт приймав християнську віру. Ось слова Декарта, про які нагадує Жільсон:
|  | Я обожнював нашим богослов'ям і не менше всякого іншого сподівався досягти Царства Небесного |

Однак, як філософ Декарт, за зауваженням Жільсона, принизив роль теології. Якщо Тома Аквінський розрізнив філософію і теологію з метою потім об'єднати їх, то Декарт скористався розрізненням віри і знання, теології і філософії, релігії і науки для їх взаємообособлення. Тому Бог Фоми Аквінського і «філософський бог» Декарта так відрізняються один від одного. Кант у «Критиці чистого розуму» висловив ідею про те, що існування Бога не може бути однозначно доведене за допомогою раціональних доводів. Певною мірою Жільсон з цим погоджується: оскільки Бог не належить до числа емпіричних явищ, питання про Бога дійсно виходить за межі компетенції раціоналістичного наукового та філософського пізнання.
До визнання існування Бога, яким він постає у християнській релігії, людини штовхає (швидше) не розум, а власний різноманітний життєвий досвід «контакту» з божеством. Адже майже кожна людина задається питанням про те, чи існує справді «щось», зване Богом. Не в силах впоратися з таємницями пізнання Бога, Декарт оголосив ідею Бога вродженою. Кант у «Критиці практичного розуму» по суті зберігає Бога релігії і робить його опорою всієї системи моральності. З усіх цих історико-філософських роздумів Жільсон робить такі висновки. Природна теологія повинна спиратися в першу чергу не на позитивну науку і не на раціоналістичну філософію, а на релігійно-екзистенційну метафізику, тобто метафізику, звернену до особистості, до її існування та досвіду, особливо пов'язаного з «одкровенням» Бога, його «появою» людині. Згідно з Жільсоном, християнська думка за самою своєю суттю є екзистенціальною і, можливо, «найекзистенціальнішою» серед інших форм філософії, що претендують на вирішення екзистенційних проблем особисті. З точки зору Жільсона, не гносеологія повинна обґрунтовувати метафізику, а навпаки, тому що спроби гносеологічного обґрунтування метафізики не можуть вийти за межі поняття, тобто суті, до реального існування. На думку Жільсона, зміст християнської філософії, на відміну від богослов'я, — не revelata (істини, осягнення яких неможливо без Одкровення), а revelabilia (істини, які, будучи засновані на природному розумі, історично були поглиблені і збережені завдяки Одкровенню). Згідно з Жільсоном, такими істинами християнської філософії є, наприклад, існування Бога, свобода Божественної та людської дії.

## Праці
Написав понад 60 книг і 600 статей, при чому більше 100 з них — після 74 років. Жільсон — автор книг, багато з яких стали класичними посібниками з історії середньовічної філософії і неотомізму.
- «Філософія св. Бонавентури» (1924);
- «Св. Тома Аквінський» (1925);
- «Методичний реалізм», «Бог і філософія» (1941);
- «Томізм. Введення до філософії св. Фоми Аквінського» (1942);
- «Філософія середніх віків» (2 томи, 1944);
- «Дух середньовічної філософії», «Християнський екзистенціалізм» (1948);
- «Християнство і філософія» (1949);
- «Дунс Скот, вступ до його основних тез», «Метаморфози граду Божого», «Данте та філософія» (1953);
- «Церква звертається до сучасного світу» (1954);
- «Історія християнської філософії в середні віки» (1955);
- «Живопис і реальність» (1958);
- «Філософія і теологія» (1960);
- «Масове суспільство і його культура» (1967);
- «Тяжкий атеїзм» (1979).